# William Edmund Hick
William Edmund Hick (1 de agosto de 1912 – 20 de dezembro de 1974) foi um psicólogo britânico, pioneiro nas novas ciências da psicologia experimental e ergonomia em meados do século XX.
Hick treinou como médico, cursando o MB e o BSc da Universidade de Durham em 1938 e o MD da mesma Universidade em 1949. Ele ingressou no Royal Army Medical Corps em 1941, saindo em 1944 quando se mudou para Cambridge para ingressar na Unidade de Psicologia Aplicada do MRC no Laboratório de Psicologia de Cambridge.
Ele foi nomeado leitor pela Universidade de Cambridge em 1953 e também foi membro do St. John's College.
Foi membro fundador do Grupo de Psicologia Experimental e atuou como Presidente em 1958, quando se tornou a Sociedade de Psicologia Experimental. Ele também foi membro fundador da Sociedade de Ergonomia e membro do Ratio Club.
Provavelmente, sua contribuição mais famosa à psicologia experimental foi o artigo "Sobre a taxa de ganho de informação" (Hick, 1952), que mais tarde ficou conhecido como lei de Hick, e que dependia amplamente do estudo do processamento de informações humanas, por exemplo, usando a caixa de Jensen.